# 聖佐治 (密蘇里州)
聖佐治（英語：St. George）是位於美國密蘇里州聖路易斯縣的普查規定居民點。

## 人口
根據2020年美國人口普查的數據，聖佐治的面積為0.62平方千米，皆為陸地。當地共有人口1553人，而人口密度為每平方千米2,504.84人。